# Лубомјеж
Лубомјеж (пољ. Lubomierz) град је у Пољској у Војводству доњошлеском. По подацима из 2012. године број становника у месту је био 2009.

## Становништво
| 2012. |
| ----- |
| 2.009 |

## Партнерски градови
- Витихенау